# Paranoia (roman)
 For alternative betydninger, se Paranoia (flertydig). (Se også artikler, som begynder med Paranoia)
Paranoia er en kriminalroman fra 2002 skrevet af Gretelise Holm.
Da journalisten Karin Sommer finder sin døde kat ophængt på døren til sin lejlighed og oplever natlige besøg af fremmede, henvender hun sig til politiet.
Politiet kan imidlertid ikke finde nogen spor og mener at Karin Sommer – der tidligere har lidt af psykiske problemer – blot lider af paranoia.